# Ostichthys delta
Ostichthys delta là một loài cá biển thuộc chi Ostichthys trong họ Cá sơn đá. Loài này được mô tả lần đầu tiên vào năm 1982.

## Từ nguyên
Từ định danh delta trong tiếng Hy Lạp cổ đại được viết là Δ, hàm ý đề cập đến mảnh răng hình tam giác ở xương lá mía của loài cá này.

## Phân bố
O. delta hiện chỉ được ghi nhận phân mảnh tại các vị trí bao gồm Réunion, Comoros và Samoa thuộc Mỹ. Loài này được tìm thấy ở vùng nước có độ sâu trong khoảng 150–200 m.
Do có phân bố không liên tục trong khu vực Ấn Độ Dương - Thái Bình Dương nên phạm vi của O. delta có lẽ rộng hơn hiện tại.

## Mô tả
Chiều dài cơ thể lớn nhất được ghi nhận ở O. delta là 20 cm. Thân có màu đỏ.
Số gai ở vây lưng: 11 (khác so với 12 ở hầu hết các loài Ostichthys trừ Ostichthys ovaloculus); Số tia vây ở vây lưng: 12; Số tia vây ở vây ngực: 16–17; Số gai ở vây bụng: 1; Số tia vây ở vây bụng: 7; Số vảy đường bên: 27–28.